# Touffreville-la-Cable
Touffreville-la-Cable  là một xã thuộc tỉnh Seine-Maritime trong vùng Normandie miền bắc nước Pháp.

### Huy hiệu
| Arms of Touffreville-la-Cable | The arms of Touffreville-la-Cable are blazoned: Or, on a saltire gules between in pale 2 mullets of 5 azure, and in fess 2 roosters gules, the dexter one contourny, 4 mallets argent at the extremities of the saltire. |

## Dân số
| 1962                                            | 1968 | 1975 | 1982 | 1990 | 1999 | 2006 |
| ----------------------------------------------- | ---- | ---- | ---- | ---- | ---- | ---- |
| 125                                             | 130  | 188  | 269  | 335  | 354  | 389  |
| Starting in 1962: Population without duplicates |      |      |      |      |      |      |